# Милхајм на Руру
Милхајм на Руру (њем. Mülheim an der Ruhr) град је на ријеци Рур у сјеврозападној Њемачкој. Налази се у западном дијелу Рурске области у савезној држави Сјеверна Рајна-Вестфалија. Посједује регионалну шифру (AGS) 5117000, NUTS (DEA16) и LOCODE (DE MUH) код.
Милхајм се сматра градом од 1808. Настао је и напредовао захваљујући тешкој индустрији. Током 1960их дошло је до преоријентисања на нове привредне гране (сједиште ланца трговина АЛДИ). Преко 50% градских површина заузимају паркови и шуме.
Познате институције науке и културе у Милхајму су два одјељења Института Макс Планк и Позориште на Руру (Theater an der Ruhr).

## Географија
Град се налази на надморској висини од 40 метара. Површина општине износи 91,3 km². У самом граду је, према процјени из 2010. године, живјело 167.471 становника. Просјечна густина становништва износи 1.834 становника/km². Сусједни велики градови су Диселдорф, Есен и Дуизбург.